# Волейбол на Панамериканских играх
Волейбольные турниры Панамериканских игр — соревнования для национальных сборных команд стран Америки, проводимые в рамках Панамериканских игр под эгидой Конфедерации волейбола NORCECA, Южноамериканской конфедерации волейбола (CSV) и Панамериканской спортивной организации (PASO).
Панамериканские игры проводятся с 1951 года раз в 4 года в предолимпийский сезон. Волейбол включён в программу соревнований в 1955 году (II игры). Участвуют сборные команды стран-членов NORCECA и CSV
Наибольшее количество раз в волейбольных турнирах Панамериканских игр побеждали сборные Кубы (5 раз у мужчин и 8 у женщин), Бразилии (5 и 4), США (4 и 2). Трижды в мужских турнирах побеждала Аргентина, один раз — Венесуэла. Трижды в женских турнирах побеждала Доминиканская Республика, один раз — Мексика.

## Призёры

### Мужчины
| Год  | Место проведения                         | 1-е место | 2-е место | 3-е место |
| ---- | ---------------------------------------- | --------- | --------- | --------- |
| 1955 | Мехико (Мексика)                         | США       | Мексика   | Бразилия  |
| 1959 | Чикаго (США)                             | США       | Бразилия  | Мексика   |
| 1963 | Сан-Паулу (Бразилия)                     | Бразилия  | США       | Аргентина |
| 1967 | Виннипег (Канада)                        | США       | Бразилия  | Куба      |
| 1971 | Кали (Колумбия)                          | Куба      | США       | Бразилия  |
| 1975 | Мехико (Мексика)                         | Куба      | Бразилия  | Мексика   |
| 1979 | Кагуас (Пуэрто-Рико)                     | Куба      | Бразилия  | Канада    |
| 1983 | Каракас (Венесуэла)                      | Бразилия  | Куба      | Аргентина |
| 1987 | Индианаполис (США)                       | США       | Куба      | Бразилия  |
| 1991 | Гавана (Куба)                            | Куба      | Бразилия  | Аргентина |
| 1995 | Мар-дель-Плата (Аргентина)               | Аргентина | США       | Куба      |
| 1999 | Виннипег (Канада)                        | Куба      | Бразилия  | Канада    |
| 2003 | Санто-Доминго (Доминиканская Республика) | Венесуэла | Куба      | Бразилия  |
| 2007 | Рио-де-Жанейро (Бразилия)                | Бразилия  | США       | Куба      |
| 2011 | Гвадалахара (Мексика)                    | Бразилия  | Куба      | Аргентина |
| 2015 | Торонто (Канада)                         | Аргентина | Бразилия  | Канада    |
| 2019 | Кальяо (Перу)                            | Аргентина | Куба      | Бразилия  |
| 2023 | Сантьяго (Чили)                          | Бразилия  | Аргентина | Колумбия  |

### Женщины
| Год  | Место проведения                         | 1-е место                | 2-е место | 3-е место                |
| ---- | ---------------------------------------- | ------------------------ | --------- | ------------------------ |
| 1955 | Мехико (Мексика)                         | Мексика                  | США       | Бразилия                 |
| 1959 | Чикаго (США)                             | Бразилия                 | США       | Перу                     |
| 1963 | Сан-Паулу (Бразилия)                     | Бразилия                 | США       | Мексика                  |
| 1967 | Виннипег (Канада)                        | США                      | Перу      | Куба                     |
| 1971 | Кали (Колумбия)                          | Куба                     | Перу      | Мексика                  |
| 1975 | Мехико (Мексика)                         | Куба                     | Перу      | Мексика                  |
| 1979 | Кагуас (Пуэрто-Рико)                     | Куба                     | Перу      | Бразилия                 |
| 1983 | Каракас (Венесуэла)                      | Куба                     | США       | Перу                     |
| 1987 | Индианаполис (США)                       | Куба                     | Перу      | США                      |
| 1991 | Гавана (Куба)                            | Куба                     | Бразилия  | Перу                     |
| 1995 | Мар-дель-Плата (Аргентина)               | Куба                     | США       | Канада                   |
| 1999 | Виннипег (Канада)                        | Бразилия                 | Куба      | США                      |
| 2003 | Санто-Доминго (Доминиканская Республика) | Доминиканская Республика | Куба      | США                      |
| 2007 | Рио-де-Жанейро (Бразилия)                | Куба                     | Бразилия  | США                      |
| 2011 | Гвадалахара (Мексика)                    | Бразилия                 | Куба      | США                      |
| 2015 | Торонто (Канада)                         | США                      | Бразилия  | Доминиканская Республика |
| 2019 | Кальяо (Перу)                            | Доминиканская Республика | Колумбия  | Аргентина                |
| 2023 | Сантьяго (Чили)                          | Доминиканская Республика | Бразилия  | Мексика                  |